# Barbara Gamage

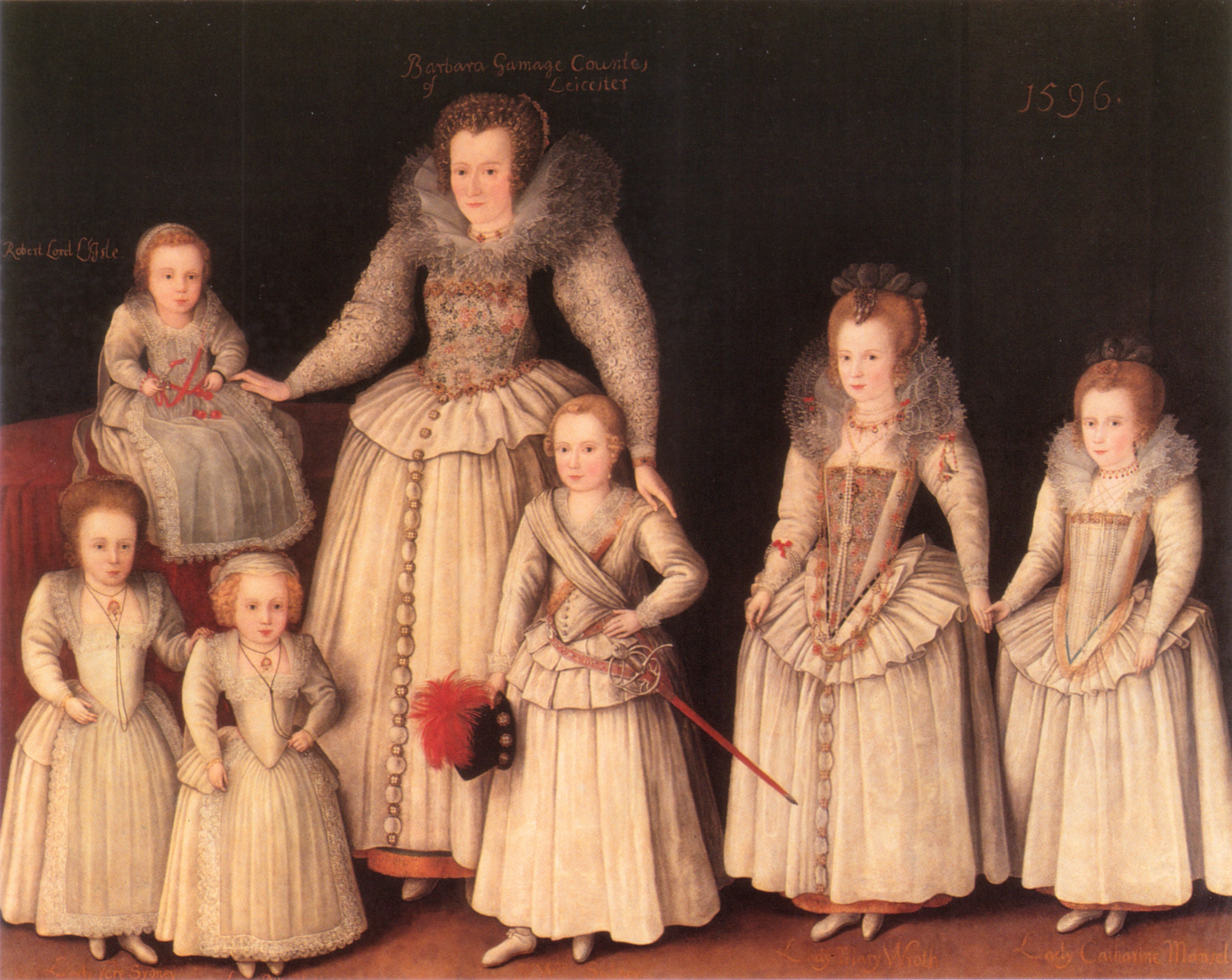
Ritratto di Lady Sidney con i suoi bambini

Barbara Gamage (Castello di Coity, 1562 – Penshurst, maggio 1621) è stata una nobile ereditiera gallese.

## Biografia
Era figlia di John Gamage, un proprietario del castello di Coity, nel Glamorganshire, e di Gwenllian Powell.
Quando suo padre morì nel 1584, Barbara venne affidata alle cure dello zio Sir Edward Stradling e andò a vivere a Londra. Avendo ella ereditato tutte le terre del padre, si instaurò una forte competizione tra i rampolli delle maggiori famiglie inglesi per avere la sua mano. Alcune finirono anche davanti al Consiglio Privato del re. Dapprima Sir Edward sembrò voler cedere la mano ai Croft, imparentati coi Gamage. Alla fine suo zio scelse la nobile e potente famiglia Sidney, avversaria dei Croft e legata a corte alla fazione di Leicester.
Il 23 settembre 1584 venne celebrato il matrimonio tra Barbara e Robert Sidney (1563-1626), a cui la sposa portò in dote tutti suoi averi.
Il legame tra gli sposi si rivelò felice, a giudicare dal numero e dal contenuto delle lettere che i coniugi si scambiarono in più di trent'anni di matrimonio.
Dall'unione nacquero undici figli:
- Mary (18 ottobre 1587-1652);
- Katherine (1589-1616), sposò Lewis Mansell[5];
- William (1590-1612);
- Henry (1591);
- Elizabeth (1592-1605);
- Philippa (Londra, 1594-Londra, 24 settembre 1620), sposò John Hobbart;
- Robert (1595-1677);
- Bridget (1597-1599);
- Alice (1598-1599);
- Barbara (Penshurst, 1599-1643), sposò prima Thomas Smythe e poi Thomas Culpepper;
- Vere (1602-1606)

Barbara raggiunse il marito diverse volte a Flessinga nei Paesi Bassi, dove egli era stato nominato governatore. Nel 1618 Sidney venne creato conte di Leicester e Barbara contessa consorte. La loro residenza abituale in Inghilterra era a Baynard's Castle a Londra e Penshurst Place nel Kent.
Le fattezze di Barbara sono divenute immortali attraverso l'opera di Marcus Gheeraerts del 1595 che ritrasse la contessa con i figli Robert , seduto, William, con un cappello rosso, Barbara, Mary, Katherine e Philippa in piedi accanto alla madre. Può darsi che Barbara fosse incinta della figlia Bridget. Le lettere lasciate dai coniugi Sidney offrono informazioni sull'educazione dei figli, sugli usi e costumi dell'epoca.